# Црква Светог Николе у Русни
Црква Светог Николе у Русни, насељеном месту на територији  општине Дољевац, православни је храм који припада Епархији нишкој Српске православне цркве.